# 楊斯雅
楊斯雅（英語：Cindy Yeung，1987年4月17日—），现为商人兼YouTuber，前無綫電視女藝員，曾參選2012年度香港小姐選舉。

## 簡歷
楊斯雅中學時代開始當兼職模特兒，其後大學時到瑞士修讀酒店管理學。畢業後則回港當了兩年全職模特兒，拍攝了多個大型電視、平面廣告。
2012年參選2012年度香港小姐選舉惜落選，後簽約無綫電視（TVB）成為旗下合約藝員，當中曾為《環遊世界明星賽》做Star Ladies和擔任J2家居介紹節目《安樂蝸》的主持，也參演過部分電視劇，譬如2013年《On Call 36小時II》的實習醫生艾嘉嘉。
2014年，實現創業夢想，在旺角開店做生意，售賣成人玩具、cosplay服裝等。
2015年，楊斯雅因被黎智英旗下刊物揭發親自為生意宣傳，而遭無綫電視雪藏逾半年。至2016年1月主動提出解約，現全面從商，同年3月在旺角信和中心開新店。
2016年9月以部頭合約形式和ViuTV合作，介紹成人性用品。

## 演出作品

### 電視劇（無綫電視）
| 首播             | 劇名 | 暱稱/角色            |
| 2012年           | |                      |
| 愛·回家 (第一輯) | 新聞報導員（第146-147集）、女記者（第146-147集）、女主持（第160集）、義工（第297集）、Emma（第348集）、女歌手（第382集）、醫護人員（第407集） |                      |
| 2013年           | |                      |
| 初五啟市錄       | 少妻（第8集） |                      |
| 法外風雲         | 羅小蘭 |                      |
| On Call 36小時II | 艾嘉嘉 |                      |
| 2014年           | |                      |
| 新抱喜相逢       | 記者（第8集） |                      |
| 點金勝手         | 棱銳職員 |                      |
| 忠奸人           | 溫紫薇 |                      |
| 我们的天空       | 秘书（第5集） |                      |
| 老表，你好hea！  | 女子（第5集） |                      |
| 醋娘子           | 桂圓 |                      |
| 2015年           | |                      |
| 華麗轉身         | 店員（第1集） |                      |
| 拆局專家         | 雷華碧（青年）（第8-16集） |                      |
| 張保仔           | 新聞報道員（第1集） |                      |
| 2016年           | |                      |
| 愛情食物鏈       | 女客人（第11集） |                      |
| 潮流教主         | 馬景生秘書（第10集） |                      |
| 純熟意外         | 店長（第7、22集） |                      |
| 巨輪II           | 接待員（第2集） |                      |
| 為食神探         | 骨妹（第4集） |                      |
| 2018年           | 波士早晨 | Sales 職員（第10集） |

## 電影
| 年份   | 電影                                                                                    | 飾演角色 |
| ------ | --------------------------------------------------------------------------------------- | -------- |
| 2013年 | 《迷離夜》 #2013年7月11日於香港上映，2013年7月18日於新加坡上映，2013年8月30日於中國上映 | 美少婦   |

## 綜藝節目
- 2012年：《環遊世界明星賽》
- 2013年：《安樂蝸》
- 2015年：《食平3D》
- 2016年：《晚吹 - 啪啪聲，太好聽》

## 廣告
- 萬利錢（TVC及平面廣告）

### 內文引註
1. ↑  . 蘋果日報. 2012-06-25  [2014-01-10]. （原始内容存档于2016-03-04）.
2. ↑  . 東方日報. 2015-09-18  [2016-06-04]. （原始内容存档于2017-01-14）.
3. ↑  . 娛樂蘋台 即時新聞. 2016-03-23  [2016-03-25]. （原始内容存档于2017-01-14） （中文（香港））.
4. ↑  . 蘋果日報. 2016-03-24  [2018-01-04]. （原始内容存档于2018-01-05） （中文（香港））.

### 報刊
- 候選港姐喜愛夜蒲 大面法拉32B水着搶灘 （页面存档备份，存于）. 蘋果日報. 2012-05-25.
- 馮仁昭四圍超：港姐整頭快閃 人微妍希搵海關證清白 （页面存档备份，存于）. 蘋果日報. 2012-05-30.
- 入圍港姐谷盡搶鏡 巨乳佳麗買泳衣備戰 （页面存档备份，存于）. 蘋果日報. 2012-06-04.
- 候選港姐浴室冧仔 5號鍾麗驚爆慾照 （页面存档备份，存于）. 蘋果日報. 2012-06-09.
- 楊斯雅多得馬國明照顧 （页面存档备份，存于） . 東方日報. 2013-11-22.
- 楊斯雅望30歲前結婚 （页面存档备份，存于） . 東方日報. 2013-12-13.

## 外部連結
- 楊斯雅的新浪微博
- 楊斯雅的Facebook專頁
- 楊斯雅的Instagram帳戶